# Nikhil Pal Singh
Nikhil Pal Singh (* 22. April 1965) ist ein US-amerikanischer Historiker.

## Leben
Er erwarb 1987 den AB (Ensemble or escape. Self-awareness groups in present day American life) in Sozialwissenschaften an der Harvard University und 1995 die Promotion in American Studies an der Yale University. Er ist Professor für Sozial- und Kulturanalyse und -geschichte an der New York University und Gründungsfakultätsdirektor des NYU Prison Education Program.
Seine Forschungsschwerpunkte sind Rasse, Imperium und Kultur in den USA des 20. Jahrhunderts; schwarzer Radikalismus und US-Liberalismus; US-Außenpolitik.

## Schriften (Auswahl)
- Black is a country. Race and the unfinished struggle for democracy. Cambridge 2004, ISBN 0-674-01300-X.
- Climbing Jacob’s ladder. The Black freedom movement writings of Jack O’Dell. Berkeley 2010, ISBN 978-0-520-25958-4.
- Race and America’s long war. Oakland 2017, ISBN 978-0-520-29625-1.